# Полоз-носоріг Буланже
Полоз-носоріг Буланже (Rhynchophis boulengeri) — неотруйна змія, єдиний представник роду Полоз-носоріг родини Вужеві.

## Опис
Загальна довжина досягає до 1,3 м. Тонка, струнка змія, що нагадує за будовою батігоподібну змію. Голова добре відокремлена, на кінці морди довгий, загнутий догори виріст, який складається з безлічі дрібних лусок. Очі великі з круглими зіницями. Забарвлення повністю зелене.

## Спосіб життя
Полюбляє тропічні гірські ліси та скельні ділянки з рослинністю. Веде деревний спосіб життя. Активний уночі. Харчується гризунами, ящірками, зміями, земноводними.
Це яйцекладна змія. Статева зрілість настає у 2 роки. Самиця відкладає 5—10 яєць. Через 90 днів з'являються молоді полози.

## Розповсюдження
Мешкає у північному В'єтнамі, південному Китаї (провінція Гуансі та острів Хайнань). 